# Cnestrum lepidopes
Cnestrum lepidopes är en tvåvingeart som beskrevs av Becker 1896. Cnestrum lepidopes ingår i släktet Cnestrum, och familjen vattenflugor. Inga underarter finns listade i Catalogue of Life.